# クイーン・アン (客船)
クイーン・アン（Queen Anne）は、キュナード・ラインが運航しているクルーズ客船。
船名はアン女王にちなむ。

## 概要
キュナード・ライン249隻目の船として、2024年4月19日にイタリアのフィンカンティエリ社マルゲラ工場で竣工、引き渡された。
本船はホーランド・アメリカ・ラインのピナクル・クラスをベースに全長・幅を拡大したもので、船価は6億ドル。
4月30日にサウサンプトンに到着し、5月3日リスボンへの7泊クルーズでデビュー、
6月3日にリヴァプールで命名式を行った。
式ではキュナードと長年の絆があるリヴァプール市をゴッドペアレントとし、代表としてメラニー・チズム、カタリナ・ジョンソン＝トンプソン等5名の女性が選ばれ命名された。
その後、北欧や地中海、カナリア諸島方面でクルーズを行い、2025年1月より108日間のワールド・クルーズを実施する予定。